# Marek Piotrowicz (polityk)
Marek Piotrowicz (ur. 18 stycznia 1962 w Gostyninie) – polski przedsiębiorca i polityk, poseł na Sejm III kadencji.
W 1981 ukończył technikum elektryczne. Zajął się prowadzeniem własnej działalności gospodarczej. W wyborach parlamentarnych w 1997 wystartował w okręgu podwarszawskim z listy Akcji Wyborczej Solidarność. 24 kwietnia 2001 objął mandat poselski po Jadwidze Zakrzewskiej. W wyborach parlamentarnych w tym samym roku bezskutecznie ubiegał się o reelekcję. Należał do Ruchu Społecznego AWS.